# Panem
Panem (Latijn: "brood") is een fictief land in een verre toekomst. Het is het land waarin De Hongerspelentrilogie van Suzanne Collins zich afspeelt.
Panem ontstaat uit de as van wat eens Noord-Amerika was maar dat vernietigd werd in een wereldoorlog. De machtszetel van Panem staat in de almachtige hoofdstad "Het Capitool" die in de Rocky Mountains gelegen is. Het land bestaat buiten het Capitool ook nog uit twaalf districten die elk hun eigen taak hebben. Panem heeft een totalitaire regering met als hoofd de dictatoriale president Snow. Er was ook ooit een dertiende district, maar dat werd vernietigd tijdens een rebellie, de Donkere Dagen genoemd, 74 jaar voor de aanvang van het verhaal. Het Capitool voerde de Hongerspelen in om de burgers van Panem te straffen voor hun rebellie en hen aan de absolute macht van het Capitool en zijn straffen te herinneren.
De naam Panem slaat op het Latijnse "Panem et circenses" ("Brood en spelen"), zoals ook in Spotgaai wordt verteld.

## Districten

### Het Capitool
Het Capitool is de machtszetel van de totalitaire regering van Panem en bevindt zich in het noordwesten van de Rocky Mountains van (in het verhaal) de vroegere Verenigde Staten en Canada. Het Capitool is omringd door de twaalf districten met hun specifieke taken. De hoofdstad is ook het thuis van de dictatoriale president Coriolanus Snow. De burgers van het Capitool zijn rijk en houden zich veel bezig met mode, eten en vermaak. Kleurstoffen, pruiken en kostuums met levendige kleuren komen vaak voor. Op feestjes zijn er vaak veel te veel gerechten en daarom is het ook een gewoonte om op feestjes drankjes te serveren die je laten overgeven om "plaats te maken voor meer voedsel". De inwoners van de hoofdstad tonen weinig interesse voor of kennis van de wanhoop, armoede en honger waarin de meeste inwoners van de districten leven. De meeste Capitoolburgers worden overspoeld door schulden en hebben namen van Grieks-Romeinse herkomst. Ze spreken met een opvallend accent dat Katniss beschrijft als "dom". Het accent heeft een hoge toon en vreemde klinkers, de letter 's' wordt sissend uitgesproken en de uiteinden van de zinnen gaan omhoog alsof de spreker een vraag stelt. Inwoners van het Capitool kunnen niet worden gekozen voor de Hongerspelen.

### District 1
District 1 is gespecialiseerd in het produceren van luxeartikelen zoals juwelen. De kinderen daar zijn er trots op mee te doen aan de Hongerspelen en behoren tot de groep die als bijnaam de "Beroeps" hebben. Zij worden illegaal getraind vanaf een heel jonge leeftijd en geven zich dan op als vrijwilliger om mee te doen aan de Spelen. Wanneer de 74ste Spelen beginnen vormen de "Beroeps" in het begin een verbond, maar wanneer de "zwakkeren" verslagen zijn breken ze hun verbond en gaan het gevecht tegen elkaar aan om te strijden tot er een winnaar overblijft.
De 17-jarige Wonder Sanford en Glinster Belcourt waren in de 74ste Hongerspelen de tributen van District 1. Zij behoorden tot de "Beroepstroep". Glinster had pijl-en-boog als wapen, Wonder een speer. Glinster stierf door Tracker Jacker-wespen die Katniss had laten vallen op de slapende Beroeps. Wonder werd vermoord door Katniss nadat hij Rue had vermoord. In de 75ste Hongerspelen waren Gloss en zijn zus Cashmere District 1's tributen. Gloss werd vermoord door Katniss nadat hij Wiress had vermoord. Kort daarna werd Cashmere vermoord door Johanna nadat zij van plan was Katniss te vermoorden.

### District 2
District 2 is verantwoordelijk voor metselwerk en het delven van grafiet, maar in Spotgaai werd geopenbaard dat ze ook gespecialiseerd zijn in de opleiding van de vredebewakers voor het leger van het Capitool. District 2 is een groot district gelegen in de Rocky Mountains, niet ver van het Capitool zelf. Het district bestaat uit vele kleine dorpjes, elk gebouwd rond een mijn. In het midden van het district staat een centrale berg waar de commando- en controleapparaten ter verdediging van het Capitool liggen. Oorspronkelijk was District 2 enkel gespecialiseerd in mijnbouw en stenenwinning, maar na de Donkere Dagen moest het ook wapens gaan produceren.
Tijdens de Donkere Dagen was District 2 de trouwste bondgenoot van het Capitool en na de rebellie kreeg het een voorkeursbehandeling van het Capitool. De burgers van District 2 hebben gunstigere voorwaarden dan de meeste andere districten. In het derde boek, tijdens de tweede rebellie, steunt District 2 opnieuw het Capitool en is het laatste district dat in handen van de rebellen valt. Het is een van de weinige districten waarvan de burgers niet in opstand proberen te komen.
Ook de tributen uit District 2 horen bij de 'Beroeps'; ze trainen (illegaal) vanaf jonge leeftijd voor de Hongerspelen en doen dan vrijwillig mee.
In de 74ste Hongerspelen bood Cato Hadley zich aan als tributen. Clove Kentwell ( of Sevina ) ook, omdat zij een slechte relatie had met haar ouders en ze zichzelf wilde bewijzen. Ook waren de tributen van district 2 verliefd dat werd in de film echter niet uitgelegd maar in het boek wel. Ook zij sloten zich aan bij de "Beroeps". Clove was 15 jaar en had messen als wapen. Cato is 18 jaar en had een "zwaard", een heel groot mes, als wapen. Clove kwam het dichtste bij Katniss van de tributen. Toen ze op het punt stond om Katniss te vermoorden, na geroepen te hebben dat de Beroeps Katniss' bondgenote Rue hadden vermoord, pakte Thresh, de jongen uit District 11, Clove op en gooide hij haar tegen de Hoorn (film) of drukte een steen tegen haar slaap (boek), waardoor ze stierf. Haar laatste woorden waren de naam van haar geliefde cato. In de film klonk het echter als een schreeuw om hulp. 
Cato was de allerlaatste tribuut die werd vermoord. Katniss schoot een pijl in zijn hand waarna de Mutilanthonden hem opaten. Uit medelijden schoot Katniss een pijl naar zijn hoofd, om zo zijn lijden te beëindigen.
In de 75ste Hongerspelen waren de tributen Brutus en Enobaria. Brutus werd vermoord door Peeta nadat hij Chaff had vermoord. Enobaria was een van de overlevende tributen in deze  Hongerspelen en werd gevangengenomen door het Capitool nadat Katniss de arena liet exploderen.

### District 3
District 3 is gespecialiseerd in technologie. De meeste inwoners werken in fabrieken en zijn zeer bedreven met bouwkunde. De tributen uit dit district gebruiken dit vaak in hun voordeel. In de Hongerspelen slaagde de mannelijke tribuut uit District 3 er bijvoorbeeld in om de mijnen uit het startgebied te reactiveren, zodat ze kunnen worden gebruikt om de voedselvoorraad van de "Beroeps" te beschermen. Later betekent dit echter zijn dood. Een van de eerdere winnaars van de Spelen uit District 3, Beetee, won door een val op te zetten die veel van de andere tributen elektrocuteerde. Hij gebruikt ook zijn vaardigheden wanneer hij gekozen wordt om mee te doen in de 75ste Hongerspelen in Vlammen om de overgebleven "Beroeps" te elektrocuteren.
Tijdens de 74ste hongerspelen werd de vrouwelijke tribuut vermoord door de jongen van District 5 in een bloedbad. De mannelijke tribuut werd vermoord door Cato na verantwoordelijk gesteld te worden voor de vernieling van de spullen van de Beroeps (terwijl het eigenlijk Katniss was die ze opblies).
Tijdens de 75ste Hongerspelen vormden Beetee en Wiress eerst een verbond met de tributen van District 7 en later ook met Peeta, Katniss en Finnick. Wiress werd vermoord door Gloss, nadat ze gezegd had aan Katniss en Finnick dat de arena fungeerde als een klok. Beetee werd door de rebellen bevrijd en naar District 13 gebracht.

### District 4
District 4 is gespecialiseerd in visvangst. Ook in dit district worden kinderen getraind om "Beroeps" te worden. Er wordt gezegd dat District 4 de meest "fatsoenlijk uitziende" mensen heeft. Het populairste brood in dit district is een zout, visvormig en groen getint brood met zeewier. Mags en Finnick Odair (Spotgaai & Vlammen) komen uit district 4.
Het mannelijke tribuut werd als laatste vermoord in het bloedbad. Hij wílde vluchten maar Cato vermoordde hem. In het boek wordt de vrouwelijke tribute vermoord door de Tracker Jacker-wespen waaraan ook Glimmer stierf; in de film wordt ze gedood in het bloedbad.
Finnick Odair en Mags werden gekozen als tributen in de 75ste Hongerspelen voor District 4. Mags, een 80-jarige vrouw die de winnares was van de 11de Hongerspelen bood zich eigenlijk aan nadat Annie, die na de 70ste Hongerspelen onstabiel stond, werd geloot. In de Spelen sloten ze een verbond met Peeta en Katniss. Mags offerde zichzelf op om Peeta te redden en stierf aan een giftig mist die schade aan de zenuwen en heftige brandwonden toebracht. Finnick werd bevrijd en naar District 13 gebracht.

### District 5
District 5 is gespecialiseerd in het opwekken van elektriciteit.
De mannelijke tribuut van District 5 werd in het bloedbad vermoord door de jongen van District 7. De vrouwelijke tribuut, Vossensnuit ( Finch Crossley ) genaamd, achtervolgde Peeta tijdens de Hongerspelen en stierf door het eten van giftige bessen, Nightlock (Nachtschot).
In de 75ste Hongerspelen werd de mannelijke tribuut vermoord door Finnick in het bloedbad. De vrouwelijke tribuut werd meegesleurd in een vloedgolf.

### District 6
District 6 is gespecialiseerd in transport en vervoer.
In de 74ste Hongerspelen werd de mannelijke Tribuut vermoord door Cato in het bloedbad. De vrouwelijke Tribuut werd gedood door Glimmer in het bloedbad.
In de 75ste Hongerspelen werd de mannelijke tribuut vermoord door Gloss in het bloedbad. De vrouwelijke Tribuut (een morfling) werd gebeten en opgegeten door vleesetende apen nadat ze haar leven riskeerde voor Peeta.

### District 7
District 7 is gespecialiseerd in hout en papier. Johanna zegt in het boek Spotgaai dat dennennaalden als thuis ruiken, dus blijkbaar bestaan veel van de bossen in district 7 uit dennen.
In de 74ste Hongerspelen werd de vrouwelijke tribuut vermoord door Wonder, de mannelijke door Clove.
In de 75ste Hongerspelen sloten Blight en Johanna en verbond met de tributen van District 3 en later ook met Katniss, Peeta en Finnick. Blight liep tegen het krachtveld aan en stierf daardoor. Johanna werd gevangengenomen door het Capitool na de explosie van de arena.

### District 8
District 8 is gespecialiseerd in textiel (met minstens één fabriek waarin uniformen voor de vredebewakers worden gemaakt).
District 8 was een van de eerste districten om te rebelleren. Twee mensen van District 8, Bonnie en Twill, ontsnapten tijdens een van de opstanden en overtuigden Katniss ervan dat District 13 nog steeds bestond. Men stelt dat de beveiliging heel streng werd na de opstand in District 8 en de burgers wanhopig op zoek zijn naar hoop. In Spotgaai bezoekt Katniss een ziekenhuis in District 8 wat later platgebombardeerd wordt door het Capitool. De leider van het district, Paylor, is in staat felle loyaliteit van haar soldaten te krijgen, die alleen haar orders opvolgen in plaats van die van president Snow.
In de 74ste Hongerspelen werd de vrouwelijke tribuut vermoord door de "Beroeps" toen ze een vuurtje wilde aansteken. De mannelijke tribuut werd in het bloedbad vermoord door Thresh.
In de 75ste Hongerspelen werd Woof vermoord door Brutus en Cecelia door Enobaria, beiden in het bloedbad.

### District 9
District 9 is gespecialiseerd in graan. Er wordt verteld dat het district veel fabrieken heeft om het graan te bewerken.
In de 74ste Hongerspelen werd de vrouwelijke tribuut vermoord door Wonder en de mannelijke door Clove, allebei in het bloedbad.
In de 75ste Hongerspelen werd de vrouwelijke tribuut vermoord door Brutus en de mannelijke door Peeta, ook beiden in het bloedbad.
Het is het enige district waar zowel de tributen van de 74ste als van de 75ste Hongerspelen werden vermoord in het bloedbad.

### District 10
District 10 is gespecialiseerd in vee. Wanneer Katniss in District 13 arriveert ontmoet ze een man, Dalton, die een veeboer is uit District 10. Het is zijn taak om bevroren embryo's van koeien te implanteren om de diversiteit van de kudde te vergroten. Hij lijkt cynisch en is wantrouwend ten opzichte van District 13.
In de 74ste Hongerspelen werd de vrouwelijke tribuut vermoord door Glimmer in het bloedbad. Het mannelijke tribuut werd vermoord door de overgebleven "Beroeps" na die aanval van Tracker Jacker-wespen.
In de 75ste Hongerspelen werd de vrouwelijke tribuut vermoord door Enobaria in het bloedbad. Het is onbekend waaraan het mannelijke tribuut werd gestorven, maar wat wel zeker was is dat hij gestorven nadat de tributen van District 1 zijn vermoord en voor Beetee's elektrocitatie-plan om de overgebleven Beroeps te elektrocuteren.

### District 11
District 11 is gespecialiseerd in landbouw. Het ligt ergens in het zuiden van Panem en is vrij groot, groter dan de andere districten. De mensen wonen in kleine hutjes en de vredebewakers straffen met harde hand. Veelvoorkomende uiterlijke kenmerken zijn een donkere huid en bruine ogen. Soms krijgen de inwoners tijdens het hoogtepunt van de oogst nachtkijkers zodat ze kunnen werken in het donker. Het district bevat ook velden van graan en groenten. De bewoners hebben een uitgebreide kennis van planten. Thresh, Rue, Seeder en Chaff kwamen uit District 11.
In de 74ste Hongerspelen waren de 12-jarige Rue Stenberg  en de 18-jarige Thresh Morrowson de tributen van District 11. Rue rende weg van het bloedbad en overleefde door in bomen te klimmen. Later sloot ze een verbond met Katniss totdat ze vermoord werd door Wonder en Katniss een lied voor haar zong terwijl ze stierf. Thresh bleef ver weg  van de rest van de tributen, wat het Capitool niet bleek door te hebben en dus niets ondernam om hem dichter bij de andere tributen te jagen (wat ze wel met Katniss deden). Hij was aanwezig op het "Feest" en vermoordde Clove nadat ze had gezegd Rue vermoord te hebben. Hij stierf als voorlaatste in de arena (film) of als twee na laatste, na Vossensnuit (boek) aan Mutilant honden (film) en Cato (boek).
In de 75ste Hongerspelen werd Seeder vermoord door Cashmere in het bloedbad. Chaff stierf als voorlaatste. Hij werd vermoord door Brutus, waarna Peeta Brutus vermoordde. Chaff was een drinkkameraad van Haymitch, waarom Haymitch voorstelde aan Katniss en Peeta om bondgenoten met hem en Seeder te worden.

### District 12
District 12 is gespecialiseerd in mijnbouw (hoofdzakelijk steenkool). Het bevindt zich in de Appalachen en het district zelf is gesplitst in drie delen met elk een andere klasse. "De Laag" is het deel waarin de armere mensen wonen, zij die in de mijnen werken, de handelsklasse woont in de stad. Beide klassen zijn gemakkelijk fysiek te onderscheiden: mensen uit de Laag hebben over het algemeen donker haar, grijze ogen en een olijfkleurige huid. Het derde deel van de stad is de Winnaarswijk. Hier staan de huizen van de winnaars van de Hongerspelen. De winnaarswijk is ook het enige deel van District 12 dat geen schade oploopt tijdens de brand. De mensen uit de koopmansfamilies hebben meestal blond haar en blauwe ogen. Het is onduidelijk of er ook in de andere districten klassenverschillen zijn of dat dit uniek is voor District 12.
District 12 is heel arm en verhongering is een van de grootste problemen van de inwoners. Door het gebrek aan voedsel buigen de vredebewakers en de burgemeester van het district vaak de uiterst strenge wetten van het Capitool om. Het elektrische hek dat het district begrenst en de inwoners zou moeten tegenhouden de bossen in te gaan, staat meestal uit door de onregelmatige toevoer van elektriciteit. Katniss en haar vriend Gale gaan daar vaak jagen om voedsel voor hun families te krijgen of hun jachtopbrengst te verkopen op de lokale zwarte markt. De zwarte markt, die de As wordt genoemd en waar velen geld verdienden, werd gehouden in een verlaten pakhuis waar van eerder steenkool werd opgeslagen. De As werd verwoest door de vredebewakers in Vlammen. Dit werd gevolgd door het bombardement van het hele district na de ontsnapping van de tributen tijdens de 75ste Hongerspelen. Gale slaagde erin ongeveer 10% van de bevolking te redden — "een kleine 900 mensen" — en naar District 13 te brengen.
Uit Spotgaai valt af te leiden dat District 12 na de oorlog voor geneeskunde en het verbouwen van voedsel voor Panem zal instaan, in plaats van het mijnen van steenkool.
Dit is waarschijnlijk omdat tijdens het bombardement de mijnen volledig zijn uitgebrand.

### District 13
Voor de Donkere Dagen was District 13 gespecialiseerd in kernenergie, het maken van Hovercrafts en het delven van grafiet. Tijdens de Donkere Dagen waren zij een van de belangrijkste krachten van de opstand. Tegen het einde van de Donkere Dagen slaagden zij erin om de controle over het nucleaire arsenaal te krijgen. Het district werd vermoedelijk gebombardeerd en verwoest voor de eerste Hongerspelen die aan het einde van de Donkere Dagen werden gehouden. Maar er wordt gezinspeeld en later bevestigd in Vlammen dat zij hadden weten te overleven. District 13 werd letterlijk een ondergrondse wijk toen de burgers zich terugtrokken in bunkers. Het Capitool verspreidde het verhaal over de vernietiging van District 13 nadat ze met District 13 overeengekomen waren het district met rust te laten, ze wilden namelijk geen nucleaire oorlog. Ook dit District heeft zijn eigen ondergrondse boerderijen waarmee ze overleefden nadat het Capitool bovengronds alles verwoest had. Dit deden ze om geen argwaan op te wekken en wat volgens Katniss het Capitool had onderschat. Ten tijde van de trilogie loopt het district kans uit te sterven doordat veel burgers onvruchtbaar zijn geworden door een pokkenepidemie. Katniss stelt ook dat District 13 op een week te lopen van District 12 ligt.
In Spotgaai is District 13 het centrum van de nieuwe opstand. De levensstijl in het district is er heel streng als gevolg van hun omstandigheden. Wanneer een burger wakker wordt krijgt hij of zij een tijdelijke tatoeage van hun persoonlijke dagschema. Ze zijn ook heel zuinig en rantsoeneren hun voedsel heel zorgvuldig, zelfs een kleine verspilling wordt zwaar afgekeurd. Een kleine diefstal wordt ook bestraft met een hardvochtige arrestatie. Iedereen ouder dan 14 jaar wordt met respect behandeld als "soldaat", omdat bijna iedereen in District 13 rond de tijd van de romans wordt opgehaald voor een militaire opstand tegen het Capitool. De leider van District 13 is Alma Coin, zij streeft ernaar president Snow op te volgen. Coin wordt later gedood door Katniss omdat zij de opdracht had gegeven de bomaanslag op het Capitool te doen die Prim, Katniss jonge zusje, doodde en omdat ze wil dat het Capitool net zoals de districten zou lijden door een nieuwe Hongerspelen te maken waarin dan kinderen van het Capitool zouden deelnemen.

## De Hongerspelen
Elk jaar sinds de Donkere Dagen (die zich afspeelden 75 jaar voor de gebeurtenissen in het boek “De Hongerspelen’’) organiseert het Capitool een evenement, de Hongerspelen, dat in heel Panem op TV wordt uitgezonden. De deelnemers zijn twee mensen (tributen) vanaf 12-jarige leeftijd uit elk district, een meisje en een jongen, die worden gekozen door loting om mee te doen in een soort van gladiatorengevecht.
Wanneer een inwoner 12 jaar oud wordt, wordt zijn of haar naam automatisch opgenomen in de “boete”, een loterij waaruit de tributen worden getrokken. Men kan haar of zijn naam meerdere keren in de bol laten steken. Omdat veel gezinnen in armoede leven, kan men extra bonnen (een gering aanbod van graan en olie voor een persoon per jaar) krijgen voor elk gezinslid, in ruil voor extra inschrijvingen bij de loting. Daarom wordt voor elke bon een extra item toegevoegd in de lotingsbol (deze gegevens zijn cumulatief en worden elk jaar toegevoegd). Bijvoorbeeld als een gezin bestaat uit drie leden, kan een 12-jarig kind kiezen om drie extra bonnen te nemen: twee voor de twee familieleden en een voor zichzelf. Zo zou zijn of haar naam dan vier keer ingevuld moeten worden (één voor de verplichte deelname en drie voor de extra bonnen per gezinslid). Aangezien deze zich ophopen, als het kind de extra bonnen elk jaar blijft nemen, zou zijn of haar naam 20 keer meedoen bij de leeftijd van 16, 24 keer bij 17 jaar en 28 keer bij 18 jaar.
Op de dag van de loting komt een woordvoerder van het Capitool naar elk district en trekt een willekeurige naam uit elke bol om de twee tributen te kiezen. Maar wanneer een andere burger van hetzelfde geslacht van 12 tot 18 jaar vrijwillig een tribuut wil worden, in plaats van het oorspronkelijk gekozen kind (zoals Katniss deed voor Prim), kan dat ook. In de Districten 1, 2 en 4 trainen sommige kinderen specifiek voor de Spelen om vrijwillig mee te doen.
Na de trekking worden de tributen onmiddellijk naar het Capitool gebracht, waar ze een make-over krijgen van een team van stylisten om aantrekkelijk te lijken voor het tv-publiek (Katniss’ stylist was Cinna). Ze leren een strategie van hun mentoren, die bestaan uit vorige winnaars van de Spelen uit hun eigen district (voor Katniss en Peeta, Haymitch) en krijgen gevechtstrainingen en andere overlevingsvaardigheden met de andere tributen. Op de laatste dag van de training moeten ze indruk maken op de rechters, de Spelmakers, die vervolgens de score voor hun vaardigheden bepalen. Deze scores worden op tv getoond om te laten zien wie de beste kansen op overleven hebben, het kan ook het aantrekken van sponsors beïnvloeden. De tributen die beloond werden met de hoogste scores zijn meestal de eerste doelwitten in de arena omdat ze worden beschouwd als bedreigingen. De tijd in het Capitool wordt ook besteed aan de hofmakerij van de camera’s, de tributen worden onthuld aan de natie in een royale gekostumeerde parade en in een interview aan de vooravond van de Spelen in een laatste kans om aan sponsors te geraken.
Op de morgen van de Spelen krijgen de tributen een gps-zender en worden ze overgevlogen naar een specifieke locatie, de arena. Elk jaar wordt er een nieuwe arena gebouwd en de vroegere arena’s zijn populaire toeristische attracties voor de burgers van het Capitool. Elke tribuut moet verblijven in een ondergrondse kamer tot de speeltijd (de start van de Spelen). In het Capitool worden die kamers de “Startkamers” genoemd, maar in de districten de “Drijfgangen”. Zoals Katniss het uitlegt: ‘De laatste weg die dieren afleggen naar de slachtruimte.’ De tributen worden naar de arena gebracht door verticale buizen op opkomende metalen platen rondom een gouden Hoorn des Overvloeds, gevuld met overlevingsmiddelen. Dan begint de 60 seconden lange aftelling tot de gong slaat en de Spelen beginnen. Als een tribuut gedurende die 60 seconden van zijn of haar plaat afstapt zal hij of zij worden opgeblazen door mijnen die in de grond geplant zijn rond de platen.
De meeste tributen lopen naar de Hoorn des Overvloeds wanneer de luide gong heeft geslagen, zo kunnen ze misschien aan voedsel, water, wapens, werktuigen of andere nuttige spullen komen. De meest nuttige en waardevolle dingen liggen meestal het dichtst bij de Hoorn zelf. De eerste wedstrijd voor overlevingsmiddelen leidt meestal tot hevige gevechten met een aanzienlijk aantal tributen gedood in de eerste paar minuten van de Spelen. In de meeste Spelen vormen de best uitgeruste en best getrainde tributen een pact om samen jacht te maken op andere individuele tributen, totdat zij nog de enigen zijn om elkaar te bevechten. Zo’n pact wordt meestal besproken voordat de Spelen beginnen. Deze tributen dragen de naam “Beroeps” en komen meestal uit de Districten 1, 2 en 4. Ze worden beschouwd als wreed en worden gehaat door de andere districten.
Als een tribuut niet snel genoeg vooruit gaat of te lang conflicten vermijdt, zullen de Spelmakers soms gevaren maken voor meer entertainment of hem of haar naar de resterende tributen drijven. Een andere veel voorkomende gebeurtenis is een “Feestmaal”, waarbij extra overlevingsmiddelen of voedsel wordt toegekend aan tributen. Zo’n feestmaal wordt aangekondigd op een bekende plaats en tijd, hoewel van de Spelmakers afhangt of het echt een feestmaal is of een enkel oud brood om de tributen aan het vechten te krijgen.
De laatst levende tribuut is de overwinnaar. Na de Spelen krijgt de winnaar medische behandeling in het Capitool, gevolgd door een laatste viering waarin hij of zij tot winnaar wordt gekroond door de president van Panem en daarna opnieuw geïnterviewd. Zodra de festiviteiten voorbij zijn keert de winnaar terug naar zijn eigen district om daar verder te gaan leven. Winnaars hebben het recht om in de Winnaarswijk te wonen, waar de huizen goed ingericht en voorzien van veel luxe zijn, zoals warm water en een telefoon. Alle gezinnen in het district van de winnaar krijgen voedselpakketten en andere goederen voor een jaar. Ongeveer zes maanden na de Spelen maakt de overwinnaar een “Zegetoer” door alle twaalf districten beginnend in de verafgelegen districten en eindigend in zijn of haar eigen district. In elk district krijgt de winnaar een feest en ceremonie, meestal vergezeld door een overwinningsrally en een diner met de hoge ambtenaren uit het district. Een extra “Oogstfeest” wordt gehouden voor het winnende district, waardoor de mensen meer eten krijgen.
Er wordt gezegd dat er geen officiële regels zijn voor de Hongerspelen, behalve het niet afstappen van de plaat tot de eerste 60 seconden van de Spelen voorbij zijn. In het eerste boek vermeldt Katniss dat er een onuitgesproken regel tegen kannibalisme is in de Spelen. Tijdens de 74ste Hongerspelen worden de regels halverwege veranderd om twee tributen uit één district te laten winnen, maar wanneer Katniss Everdeen en Peeta Mellark als enige twee overblijven wordt de regel opnieuw ingetrokken in een poging om hen met elkaar te laten vechten. Dit mislukt uiteindelijk wanneer ze proberen om zichzelf tegelijk te vergiftigen en op het allerlaatste moment de regel wordt hersteld, waardoor ze allebei winnen. Hoewel het beschreven wordt als een daad van uitzinnige liefde voor elkaar, ziet het Capitool dit toch als een daad van verzet. Door te weigeren de voorgeschreven regels te respecteren, werden de tributen van District 12 verondersteld het Capitool gemanipuleerd te hebben en het te slim af geweest te zijn. Ook werden zij verantwoordelijk gezien voor de nieuwe rebellie in de districten.

### De Kwartskwelling
De Kwartskwelling is een speciale Hongerspelen die elke 25 jaar plaatsvindt. Een Kwartskwelling heeft andere regels (ook per Kwartskwelling verschillend), die aan het eind van de Donkere Dagen, toen de Spelen werden bedacht, al opgesteld zijn. De president van Panem selecteert het jaartal uit de doos en leest de nieuwe regel hardop voor op televisie. Het is niet gekend, maar waarschijnlijk zijn de arena’s ontworpen voor deze Kwartskwellingen specialer dan anders.
In de eerste Kwartskwelling (de 25ste Hongerspelen) heeft de gebruikelijke selectie van tributen niet plaatsgevonden, maar heeft elk district moeten stemmen om te beslissen welke jongen en meisje zouden deelnemen aan de Spelen. Dit was om de inwoners van de districten eraan te herinneren dat het hun eigen schuld was dat hun kinderen doodgingen.
In de tweede Kwartskwelling (de 50ste Hongerspelen) moesten twee jongens en twee meisjes van elk district meedoen, het verhogen van het aantal tributen van 24 naar 48. Dit was om de inwoners van de districten eraan te herinneren dat er voor elke Capitoolinwoner twee rebellen waren gestorven. De winnaar was Haymitch Abernathy die won door zijn ontdekking van de krachtvelden rondom de arena en door die in zijn voordeel te gebruiken (het veroorzaakte dat de bijl van een aanvaller terugkaatste op hem). Het Capitool geloofde dat het was vernederd door Haymitch’ acties en nam “wraak” door zijn familie en vriendin kort na de Spelen te vermoorden.
In de derde Kwartskwelling (de 75ste Hongerspelen) moesten de tributen van elk district uit de nog levende overwinnaars getrokken worden. De boodschap van deze Kwartskwelling was dat zelfs de sterksten uit de districten het Capitool niet de baas konden. De enige vrouwelijke winnaar van District 12 was Katniss, wat betekende dat ze automatisch zou teruggaan naar de arena. Uit de twee mannelijke winnaars werd Haymitch getrokken, maar Peeta bood zich aan als vrijwilliger. De 75ste Spelen hadden geen winnaar, want op de derde dag, toen er nog maar 6 tributen over waren, vernietigde Katniss het krachtveld rond de arena door gebruik te maken van een blikseminslag met draden verbonden aan haar pijl.
Het was Katniss en Peeta onbekend dat sommige van de andere tributen deel uitmaakten van een samenzwering (waar ook een aantal hoge ambtenaren van het Capitool toe behoorden) om te kunnen ontsnappen aan de Spelen en te helpen met een nieuwe opstand georganiseerd door District 13. Katniss werd zoals gepland gered uit de arena en naar District 13, samen met de overlevende tributen van District 3 en 4, Beetee en Finnick, gebracht. In de verwarring ontstaan door de kracht van de explosie van het krachtveld, werden de resterende tributen, Peeta, Enobaria van District 2 en Johanna van District 7, gevangengenomen door het Capitool.
De plannen voor de toekomstige Kwartskwellingen waren onbekend, maar de organisatoren van de Hongerspelen hadden een hele doos vol met regels, met de bedoeling om de Spelen nog eeuwen door te laten gaan.

### Arena’s
De locatie van de arena waar de Spelen zich in afspelen verschilt van jaar tot jaar. In gebruikte arena’s zijn er al zones met vulkanen, lawines en zelfs dammen geweest, het terrein bestond uit bos, weiden, struikgewas, woestijnen en ook bevroren toendravlaktes. Een van de eerdere Spelen vond plaats in de ruïnes van een verlaten stad.
De arena’s die bedacht werden voor de Kwartskwellingen bleken bijzonder spectaculair. De tweede Kwartskwelling  vond plaats in een prachtige weide met bloemen, een bos met vruchtdragende bomen en bergen, maar alles was zo ontworpen dat het giftig was, al het voedsel en water inbegrepen. In de derde Kwartskwelling werd de Hoorn des Overvloeds op een eiland in een zoutwatermeer geplaatst, waarvan de omringende oever verdeeld was in segmenten die zich gedroegen als een klok.
De spelmakers hebben altijd de volledige controle over het milieu van de arena en kunnen elk gevaar dat ze maar wensen creëren. In De Hongerspelen zetten ze het bos in brand en veranderden dag in nacht en omgekeerd wanneer ze maar wilden. In de 75ste Hongerspelen verdeelden de spelmakers de arena in twaalf segmenten, elk met een ander gevaar, die enkel geactiveerd werden op een bepaald uur. Bijvoorbeeld, ’s middags en bij middernacht zou er een uur lang een onweer plaatsvinden in het eerste segment. Andere gevaren waren bloedregen, vleesetende apen, insecten, vloedgolven, een mistachtig gas dat chemische brandwonden aan de huid en schade aan de zenuwen toebracht en een deel van de jungle waarin tributen werden gevangen met snatergaaien die het geschreeuw van hun dierbaren imiteerden.